# Napajedla
Napajedla (niem. Napagedl) – miasto w Czechach (Morawy), w powiecie Zlin w kraju zlińskim; 7,5 tys. mieszkańców. Powierzchnia miasta wynosi 1980 ha (31 grudnia 2003).
Pierwsza pisemna wzmianka pochodzi z 1362. W XIV w. mała osada rozrosła się do miasteczka, które w XIX w. otrzymało prawa miejskie. Na rynku wznosi się neorenesansowy ratusz z 1904 (zaprojektowany przez arch. Dominika Faya). Najciekawszym obiektem jest pałac z XVIII w. z pałacowym parkiem w stylu francuskim i angielskim. W 1935 w miejscowości powstał jeden z zakładów Baty, zajmujący się produkcją wyrobów gumowych – Fatra a.s. 
W pobliżu znajduje się duży camping Pahrbek.

## Demografia
| Rok             | 1970  | 1980  | 1991  | 2001  | 2003  | 2007  |
| --------------- | ----- | ----- | ----- | ----- | ----- | ----- |
| Liczba ludności | 5 790 | 7 747 | 7 784 | 7 607 | 7 662 | 7 512 |

Źródło: Czeski Urząd Statystyczny